# Patoruzú Rugby Club
Patoruzú Rugby Club es una institución deportiva de la ciudad de Trelew, Chubut, dedicada principalmente a la práctica del rugby y del hockey. 
Fundado el 16 de marzo de 1972, el club participa en los torneos zonales de ambos deportes; en rugby, los organizados por la  Unión de Rugby del Valle de Chubut, y en hockey los de la Asociación de Hockey del Valle de Chubut.
Además de ser uno de los cinco equipos de la URVCh, el club participa de los campeonatos regionales, como el Torneo Austral de Rugby que se disputa entre la URVCh y la Unión de Rugby Austral de Comodoro Rivadavia o el Torneo Regional Patagónico del cual participó en 2013.
Disputa junto con el Trelew Rugby Club el clásico de la ciudad en rugby y hockey.

## Historia
A principios de 1970 un grupo de jóvenes del valle viajan a Buenos Aires a jugar una serie de enfrentamientos. 
El 16 de marzo de 1972 se realiza la primera asamblea general en la que se elige a Víctor Brullo como el primer presidente de la institución y a Eduardo Lorens como vicepresidente. Nace como Patoruzú Rugby Club con la orientación de fomentar la práctica del rugby amateur en la zona. Ese mismo año, el 28 de agosto, se compra la chacra donde funciona el club.
Ya con la chacra comprada, se construye el primer quincho, y en 1975 se procede a construir la sede social. En 1987 se siembra la primera cancha de césped, siendo la primera de la zona.
En 2008, y gracias al apoyo del estado, se inaugura la primera cancha de césped sintético y en 2013 se inaugura la segunda cancha de césped natural.

### Participación nacional truncada
En 2013 el club disputó en conjunto con otros cinco equipos el Torneo Regional Patagónico, campeonato que otorgaba plazas para el Torneo del Interior. Pato finalizó tercero, con dos partidos ganados y tres perdidos, y esa posición le otorgaba una plaza en dicha competencia, sin embargo, la Unión Argentina de Rugby ratificó un pedido elevado en el cual se especificaba que el club había incluido un jugador inelegible en el encuentro que disputó el indio y Comodoro Rugby Club, encuentro que había ganado el elenco trelewense 40 a 22, y por ello la institución no pudo participar del Top 16 2014, siendo reemplazado por Calafate Rugby Club de la ciudad de Comodoro Rivadavia.

## Instalaciones
El club posee un predio de cinco hectáreas en la zona este de Trelew con acceso sobre la Ruta 3 a la margen del Río Chubut y otro, renovado en 2012, sobre la Ruta 7.
En el predio existen dos canchas de césped natural y una de césped sintético, dos quinchos, gimnasio y la sede social del club. Recientemente se ha incorporado un nuevo arenero con juegos para los más pequeños